# Antiguo Banco de Bilbao

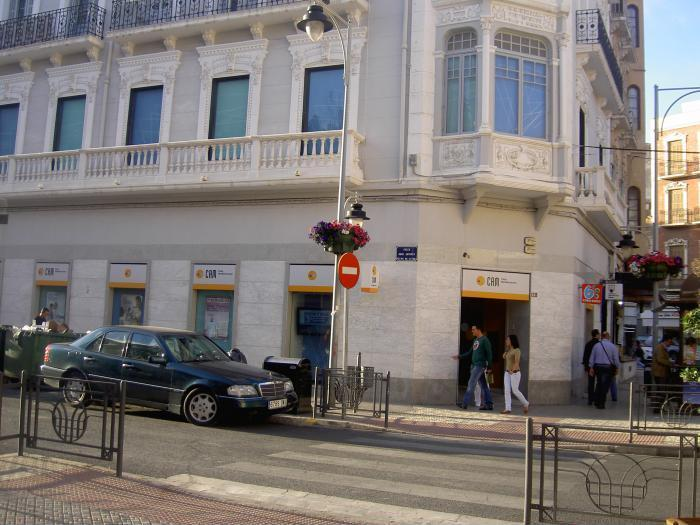
Antiguo Banco de Bilbao

El Antiguo Banco de Bilbao es un edificio modernista ubicado en la calle General Pareja en el Ensanche Modernista de la ciudad española de Melilla y que forma parte del Conjunto Histórico Artístico de la Ciudad de Melilla, un Bien de Interés Cultural.

## Historia
Construido en la segunda mitad de los años 20, según diseño del arquitecto Enrique Nieto.

## Descripción
Consta de planta baja y tres plantas, está construido con paredes de mampostería de piedra local y ladrillo macizo, con vigas de hierro y bovedillas del mismo ladrillo y en el que destacas sus fachadas, compuestas por unos bajos desornamentados  que dan paso a unas plantas superiores con una balconada con balaustrada en la planta principal, varias con rejerías en la primera y balcones también con rejas, de ventanas con molduras enmarcadas y con un mirador en el chaflán, compuesto de varias caras, con arcos escarzanos, unidas y apoyadas por columnillas.